# Swan Valley
Swan Valley é uma cidade localizada no estado americano de Idaho, no Condado de Bonneville.

## Demografia
Segundo o censo americano de 2000, a sua população era de 213 habitantes.
Em 2006, foi estimada uma população de 235, um aumento de 22 (10.3%).

## Geografia
De acordo com o United States Census Bureau tem uma área de
26,7 km², dos quais 26,6 km² cobertos por terra e 0,1 km² cobertos por água. Swan Valley localiza-se a aproximadamente 1623 m acima do nível do mar.

## Localidades na vizinhança
O diagrama seguinte representa as localidades num raio de 40 km ao redor de Swan Valley.